# فرانسه در المپیک تابستانی ۲۰۰۸
فرانسه در بازی‌های المپیک تابستانی ۲۰۰۸ که در شهر پکن چین برگزار شد، کاروان فرانسه با ۳۲۳ ورزشکار در این رقابت‌ها شرکت کرد و موفق به کسب ۴۱ مدال (۷ طلا، ۱۶ نقره، ۱۸ برنز) شد. در جدول رتبه‌بندی توزیع مدال‌ها، فرانسه در ردهٔ ۱۰ مسابقات قرار گرفت.